# Motorová jednotka DB řada VT 11.5
Motorová jednotka DB řada VT 11.5, přezdívaná často TEE podle sítě Trans Europ Express, je dieselová jednotka Německých spolkových drah (Deutsche Bundesbahn – DB). Byl to velký úspěch ve vývoji německých kolejových vozidel 50. let 20. století a výstavní vlak DB. S reformou číslování řad DB k 1. lednu 1968 dostaly hnací vozy číslo řady 601, vložené vozy 901.

## Historie
Motorové jednotky VT 11.5 byly v Německu vyvinuty pro mezinárodní síť spojů TEE se zvýšeným komfortem. V roce 1957 dodala celkem společnost MAN 19 motorových vozů, Linke-Hofmann-Busch 23 oddílových vozů, Waggonfabrik Wegmann 8 velkoprostorových vozů, 8 barových vozů a devět restauračních vozů. Tak byly dodány vlaky, které byly naplánované jako sedmivozové (možné byly nejvíce desetivozové) se 122 místy k sezení a 46 místy v jídelním oddíle, dlouhé 130 m a vážící 230 tun. Tyto vlaky sestávaly z jednoho motorového vozu na každém konci, dvou oddílových vozů, jednoho velkoprostorového vozu, jednoho barového a jednoho restauračního vozu.
Nasazení od roku 1957:
- TEE 31/32 Rhein-Main Frankfurt nad Mohanem – Amsterdam
- TEE 74/75 Saphir Dortmund – Oostende
- TEE 77/78 Helvetia Hamburg-Altona – Zürich Hauptbahnhof
- TEE 168/185 Paris-Ruhr Dortmund – Paris Nord

Nasazení od roku 1965:
- TEE 155/190 Parsifal Hamburg Altona – Paris Nord
- TEE 25/26 Diamant	Dortmund – Antverpy
- TEE 19/20 Saphir Frankfurt nad Mohanem – Oostende

Nasazení bylo pak možné i na rychlíky (F-Zug) a nově vznikající značku InterCity. Od roku 1968:
- Ft 38/37 Hans Sachs Dortmund – Mnichov
- Ft 140/141 Sachsenroß Frankfurt nad Mohanem – Kolín nad Rýnem
- Ft 117/120 IC Prinzregent Frankfurt nad Mohanem – Mnichov
- Ft 170/171 IC Mercator Brémy – Stuttgart

Při zavedení sítě InterCity roku 1971 byly do ní vlaky TEE integrovány. Poslední německý spoj TEE existoval do roku 1972:
- TEE 17/18 resp. 84/85 Mediolanum Mnichov – Milán

Od roku 1987 byla všechna vozidla řady 601/901 prodána do Itálie kromě 601 002 a 901 403, která byla sešrotována.